# Manuel Bichebois
 (décembre 2018).
Pour les articles homonymes, voir Bichebois.
Manuel Bichebois est un scénariste et artiste peintre français de bande dessinée né le 19 mars 1973.

## Publications
- série L'Enfant de l'orage, scénario de Manuel Bichebois et dessins de Didier Poli, Les Humanoïdes Associés

1. Pierres de sang (novembre 2003)
2. La Croisée des vents (février 2005), sélectionné au Festival d'Angoulême 2006 pour le Prix jeunesse 9-12 ans[réf. souhaitée]
3. Où portent les courants (janvier 2009)

- série Le Prince de l'orage, scénario de Manuel Bichebois et dessins de Giulio Zeloni, Les Humanoïdes Associés

1. Le Cœur de la tempête (avril 2012)
2. Les Brumes assassines (octobre 2013)

## Prix et récompenses
- Prix Albert-Uderzo 2004, Sanglier de bronze au meilleur jeune talent pour L'enfant de l'orage.